# Justícia feta
 Justícia feta  (original: Justice est faite ) és una pel·lícula francesa dirigida per André Cayatte, estrenada el 1950. Aquest film mostra la fal·libilitat del sistema jurídic francès. Ha estat doblada al català.

## Argument
En el procés d'una jove, Elsa Lundestein, que havia practicat l'eutanàsia en la persona del seu amant - Maurice Vaudreamont, afectat per un càncer- s'assisteix al desmuntatge del mecanisme del jurat i a l'anàlisi del comportament dels jurats presoners de la seva vida personal, dels seus costums, de les seves tendències secretes. El debat entre jurats consisteix a comprendre si Elsa ha matat el seu marit per posar fi al seu sofriment o si l'ha matat per interès personal, estant enamorada d'un altre home. Els jurats poden ser influenciats pels seus prejudicis a la França de 1950, poc xenofoba i un d'ells es mostra bastant tradicionalista. La pel·lícula ensenya la fal·libilitat del jurat i, per tant, de la Justícia i la incertesa quant a les circumstàncies atenuants o agreujants d'un homicidi o d'un assassinat.

## Al voltant de la pel·lícula
El guió ha estat novel·litzat per Jean Meckert amb el mateix títol.

## Repartiment
- Noël Roquevert: Théodore Andrieux, comandant jubilat, El sisè jurat
- Valentine Tessier: Marceline Micoulin, antiquari, el quart jurat
- Claude Nollier: Elsa Lundenstein, directora farmacèutica, l'acusada
- Antoine Balpêtré: El president del tribunal
- Raymond Bussières: Félix Noblet, barman al "Roi Soleil", el cinquè jurat
- Annette Poivre: Lucienne anomenada Lulu, la promesa de Félix
- Marcel Pérès: Evariste-Nicolas Malingré, agricultor, el segon jurat
- Nane Germon: Marie Malingré, la dona d'Evariste
- Juliette Faber: Danièle Andrieux, Una filla del comandant jubilat
- Jacques Castelot: Gilbert de Montesson, propietari eqüestre, el primer jurat
- Dita Parlo: Elisabeth, l'expromesa de Gilbert
- Marguerite Garcya: Amélie Andrieux, la dona del comandant jubilat
- Michel Auclair: Serge Kramer, peintre décorateur, l'amant d'Elsa
- Jean Debucourt: Michel Caudron, comerciant, el setè jurat
- Léonce Corne: L'uixer del tribunal
- Marcel Mouloudji: Amadeo, el mosso de la granja dels Malingré
- Jean d'Yd: El superior de l'escola religiosa
- Jean Vilar: El capellà
- Robert Rollis: El mosso de l'hotel
- Camille Guérini: El representant de mobles
- Fernand Gilbert: Eloi Pichot, cultivator, un jurat de reserva
- Henri Coutet: Albert Blavette, un jurat de reserva
- Jean Sylvain: Un client del bar El "Roi Soleil"
- Marcelle Hainia: Angèle Popélier
- Cécile Didier: Mademoiselle Popélier
- Jean-Pierre Grenier: Jean-Luc Favier, impressor, el tercer jurat
- Elisabeth Hardy: Béatrice Flavier, la dona de Jean-Luc
- Geneviève Morel: Hortense, la minyona dels Flavier
- Agnès Delahaie: Nicole o "Yvonne" Vaudrémont, la germana de la victima
- Anouk Ferjac: Denise Jouvillon, la nova promesa de Gilbert
- Emile Drain: El Professor Dutoit
- Paul Frankeur: Mr Jouvillon, el pare de Denise
- Albert Michel: El gendarme
- Roger Vincent: Albert Lavette, el segon jurat suplent
- Frédéric Mariotti: Edouard Pichon, el primer jurat suplent
- Claude Nicot: Roland
- Paul Faivre: Monsieur Michaud,
- Robert Moor: El Professor Georges Limousin
- Gustave Gallet: Gaston, el pare de Lulu
- Lucien Pascal: L'advocat de Vaudrémont
- Madeleine Gérôme: Madame Michaud, l'amant del "Rei Sol"
- Nina Myral: La mare de Béatrice
- Marie-Louise Godard: Madame de Montesson, la mare de Gilbert
- Colette Régis: Hortense, la mare de Lulu
- Madeleine Suffel: La minyona dels Vaudrémont
- Maurice Schutz: El vell
- Nicolas Amato: Un jurat recusat
- André Numès Fils: El secretari de la policia
- Emile Genevois: Un altre criat del "Roi Soleil"
- Pierre Morin: L'advocat de la defensa
- Marcel Rouzé: El gendarme
- Louis Saintève: Un magistrat du tribunal
- Jimmy Perrys: Un gendarme
- Georges Demas: Un ballarí
- Jacky Blanchot: Un gendarme
- Pierre Fresnay: Només veu, al comentari final
- Lucien Guervil
- René Pascal
- Alain Raffaël
- Jean Claude Rameau
- Jean Morel
- Maurice Marceau
- Marcel Lestan
- Benoite Lab
- Françoise Hornez: Monique Andrieux
- Maryse Paillet: Juliette Sedan, una jurat recusada
- Dominique Marcas
- Renée Gardès
- Hennery
- Albert Malbert

## Premis
- Lleó d'Or al Festival Internacional de Cinema de Venècia 1950.
- Os d'Or al Festival Internacional de Cinema de Berlín 1951 pel millor film de crims o aventures per André Cayatte
- Medalla del CEC de 1952 a la millor pel·lícula estrangera.[3]